# Witte dunschaal
De witte dunschaal (Abra alba) is een tweekleppigensoort met een vrij platte, dunschalige elliptische schelp met een spitse achterkant en een afgeronde voorkant. Het schelpoppervlak is matglanzend en vrijwel zonder sculptuur, alleen fijne groeilijnen zijn aanwezig. De kleur van de schelp is wit, het periostracum is licht bruingeel maar is vaak (gedeeltelijk) verdwenen. Het slot is heterodont met alleen in de rechterklep twee lange laterale tanden. Beide kleppen hebben aan de binnenzijde net achter de top een driehoekige ligamentholte met direct ervoor twee kleine cardinale tanden.

## Afmetingen
- Lengte: 22 mm.
- Hoogte: 14 mm.

## Habitat en levenswijze
De witte dunschaal leeft in relatief fijnkorrelige zandbodems. De dieren leven vrij dicht tegen het oppervlak van de zeebodem ingegraven. De schelp ligt meestal schuin horizontaal met de linkerklep aan de onderkant. Met de tamelijk lange sifo's kan de zeebodem in de omgeving worden afgegraasd ('pipetteerder') maar het dier kan ook water filtreren.

## Levensduur
De witte dunschaal kan ongeveer twee jaar oud worden.

## Voorkomen
Algemeen in de Noordzee in relatief ondiep maar wel rustig water. Normaal beneden de getijdenzone, vaak dieper dan ongeveer 10 meter.

## Fossiel voorkomen
In het Noordzeegebied bekend uit Pliocene en Kwartaire mariene afzettingen. Niet algemeen. Door de tere schelp worden meestal alleen slotfragmenten gevonden.